# Mistrovství světa v ledním hokeji do 18 let 2017
19. Mistrovství světa v ledním hokeji do 18 let 2017 se konalo od 13. do 23. dubna 2017 ve slovenských městech Poprad a Spišská Nová Ves. Juniorské mistrovství světa se na území Slovenska uskutečnilo podruhé (předchozí MS se zde konalo v roce 2002).

## Stadiony
| Poprad                                               | Spišská Nová Ves                     |
| Zimný štadión mesta Poprad Kapacita: 4 500 16 zápasů | Spiš Aréna Kapacita: 5 458 15 zápasů |
|                                                      |                                      |

## Legenda
Toto je seznam vysvětlivek použitých v souhrnech odehraných zápasů.
| - PH1 – Branka v přesilové hře (5 na 4) - PH2 – Branka v přesilové hře (5 na 3) - VO1 – Branka v oslabení (4 na 5) | - VO2 – Branka v oslabení (3 na 5) - SV – Gól při signalizovaném vyloučení - PB – Gól do prázdné branky | - PP – Gól při odvolání brankáře (power play) - ts. – Gól z trestného střílení - vla. – Vlastní gól | - TG – Technický gól |

## Základní skupiny

### Skupina A
|  | Tým postupující do čtvrtfinále |
|  | Tým bude hrát o udržení        |

#### Tabulka
| Poř. | Tým       | Z | V | VP | PP | P | GV | GI | +/- | B  |
| ---- | --------- | - | - | -- | -- | - | -- | -- | --- | -- |
| 1.   | Finsko    | 4 | 4 | 0  | 0  | 0 | 23 | 10 | +13 | 12 |
| 2.   | Kanada    | 4 | 2 | 1  | 0  | 1 | 18 | 13 | +5  | 8  |
| 3.   | Slovensko | 4 | 2 | 0  | 1  | 1 | 13 | 10 | +3  | 7  |
| 4.   | Švýcarsko | 4 | 1 | 0  | 0  | 3 | 9  | 14 | −5  | 3  |
| 5.   | Lotyšsko  | 4 | 0 | 0  | 0  | 4 | 3  | 19 | −16 | 0  |

#### Zápasy
| 13. dubna 2017 15:30 | Lotyšsko | 1 : 4 (1:1, 0:2, 0:1) | Kanada | Zimný štadión mesta Poprad, Poprad Návštěvnost: 1 435 |  |

| Report        |               |                     |           |                                                                         |
| Niklavs Rauza | Niklavs Rauza | Brankáři            | Ian Scott | Rozhodčí: Alex DiPietro Mikael Holm Čároví: Thomas Caillot Jun Soo Park |
|               |               | 0:1 1:1 1:2 1:3 1:4 |           | Rozhodčí: Alex DiPietro Mikael Holm Čároví: Thomas Caillot Jun Soo Park |
| 16 min        | 16 min        | Tresty              | 32 min    | Rozhodčí: Alex DiPietro Mikael Holm Čároví: Thomas Caillot Jun Soo Park |
| 19            | 19            | Střely              | 54        | Rozhodčí: Alex DiPietro Mikael Holm Čároví: Thomas Caillot Jun Soo Park |

| 13. dubna 2017 19:30 | Slovensko | 4 : 5 (0:1, 4:3, 0:1) | Finsko | Zimný štadión mesta Poprad, Poprad Návštěvnost: 3 935 |  |

| Report        |               |                                     |                      |                                                                                |
| Juraj Sklenár | Juraj Sklenár | Brankáři                            | Ukko-Pekka Luukkonen | Rozhodčí: Alexandre Garon Liam Sewell Čároví: William Hancock II Jiří Ondráček |
|               |               | 0:1 0:2 0:3 1:3 2:3 3:3 4:3 4:4 4:5 |                      | Rozhodčí: Alexandre Garon Liam Sewell Čároví: William Hancock II Jiří Ondráček |
| 4 min         | 4 min         | Tresty                              | 6 min                | Rozhodčí: Alexandre Garon Liam Sewell Čároví: William Hancock II Jiří Ondráček |
| 31            | 31            | Střely                              | 29                   | Rozhodčí: Alexandre Garon Liam Sewell Čároví: William Hancock II Jiří Ondráček |

| 14. dubna 2017 19:30 | Švýcarsko | 4 : 0 (2:0, 1:0, 1:0) | Lotyšsko | Zimný štadión mesta Poprad, Poprad Návštěvnost: 1 210 |  |

| Report          |                 |                 |                           |                                                                            |
| Gianluca Zaetta | Gianluca Zaetta | Brankáři        | Janis Voris Niklavs Rauza | Rozhodčí: Artur Kulev Trpimir Piragič Čároví: Jiří Ondráček Emil Yletyinen |
|                 |                 | 1:0 2:0 3:0 4:0 |                           | Rozhodčí: Artur Kulev Trpimir Piragič Čároví: Jiří Ondráček Emil Yletyinen |
| 8 min           | 8 min           | Tresty          | 10 min                    | Rozhodčí: Artur Kulev Trpimir Piragič Čároví: Jiří Ondráček Emil Yletyinen |
| 44              | 44              | Střely          | 27                        | Rozhodčí: Artur Kulev Trpimir Piragič Čároví: Jiří Ondráček Emil Yletyinen |

| 15. dubna 2017 15:30 | Finsko | 5 : 1 (2:0, 2:0, 1:1) | Švýcarsko | Zimný štadión mesta Poprad, Poprad Návštěvnost: 1 962 |  |

| Report               |                      |                         |                             |                                                                               |
| Ukko-Pekka Luukkonen | Ukko-Pekka Luukkonen | Brankáři                | Gianluca Zaetta Beat Trudel | Rozhodčí: Mikael Hölm Manuel Nikolic Čároví: William Hancock II Jiří Ondráček |
|                      |                      | 1:0 2:0 3:0 4:0 4:1 5:1 |                             | Rozhodčí: Mikael Hölm Manuel Nikolic Čároví: William Hancock II Jiří Ondráček |
| 6 min                | 6 min                | Tresty                  | 4 min                       | Rozhodčí: Mikael Hölm Manuel Nikolic Čároví: William Hancock II Jiří Ondráček |
| 33                   | 33                   | Střely                  | 26                          | Rozhodčí: Mikael Hölm Manuel Nikolic Čároví: William Hancock II Jiří Ondráček |

| 15. dubna 2017 19:30 | Kanada | 4 : 3 PP (3:1, 0:1, 0:1 - 1:0) | Slovensko | Zimný štadión mesta Poprad, Poprad Návštěvnost: 4 318 |  |

| Report    |           |                             |                              |                                                                              |
| Ian Scott | Ian Scott | Brankáři                    | Juraj Sklenár Jakub Kostelný | Rozhodčí: Oldřich Hejduk Trpimir Piragič Čároví: Jun Soo Park Emil Yletyinen |
|           |           | 0:1 1:1 2:1 3:1 3:2 3:3 4:3 |                              | Rozhodčí: Oldřich Hejduk Trpimir Piragič Čároví: Jun Soo Park Emil Yletyinen |
| 28 min    | 28 min    | Tresty                      | 10 min                       | Rozhodčí: Oldřich Hejduk Trpimir Piragič Čároví: Jun Soo Park Emil Yletyinen |
| 36        | 36        | Střely                      | 29                           | Rozhodčí: Oldřich Hejduk Trpimir Piragič Čároví: Jun Soo Park Emil Yletyinen |

| 16. dubna 2017 19:30 | Lotyšsko | 2 : 7 (1:2, 1:3, 0:2) | Finsko | Zimný štadión mesta Poprad, Poprad Návštěvnost: 1 116 |  |

| Report                    |                           |                                     |                |                                                                            |
| Niklavs Rauza Janis Voris | Niklavs Rauza Janis Voris | Brankáři                            | Lassi Lehtinen | Rozhodčí: Robert Hallin Stephen Thomson Čároví: Thomas Caillot Lukáš Kacej |
|                           |                           | 1:0 1:1 1:2 2:2 2:3 2:4 2:5 2:6 2:7 |                | Rozhodčí: Robert Hallin Stephen Thomson Čároví: Thomas Caillot Lukáš Kacej |
| 12 min                    | 12 min                    | Tresty                              | 6 min          | Rozhodčí: Robert Hallin Stephen Thomson Čároví: Thomas Caillot Lukáš Kacej |
| 16                        | 16                        | Střely                              | 44             | Rozhodčí: Robert Hallin Stephen Thomson Čároví: Thomas Caillot Lukáš Kacej |

| 17. dubna 2017 15:30 | Kanada | 7 : 3 (2:0, 1:2, 4:1) | Švýcarsko | Zimný štadión mesta Poprad, Poprad Návštěvnost: 1 562 |  |

| Report       |              |                                         |                              |                                                                         |
| Jake McGrath | Jake McGrath | Brankáři                                | Gianluca Zaetta Akira Schmid | Rozhodčí: Robert Hallin Liam Sewell Čároví: Jun Soo Park Emil Yletyinen |
|              |              | 1:0 2:0 3:0 3:1 3:2 4:2 5:2 5:3 6:3 7:3 |                              | Rozhodčí: Robert Hallin Liam Sewell Čároví: Jun Soo Park Emil Yletyinen |
| 12 min       | 12 min       | Tresty                                  | 6 min                        | Rozhodčí: Robert Hallin Liam Sewell Čároví: Jun Soo Park Emil Yletyinen |
| 34           | 34           | Střely                                  | 30                           | Rozhodčí: Robert Hallin Liam Sewell Čároví: Jun Soo Park Emil Yletyinen |

| 17. dubna 2017 19:30 | Slovensko | 4 : 0 (1:0, 2:0, 1:0) | Lotyšsko | Zimný štadión mesta Poprad, Poprad Návštěvnost: 4 496 |  |

| Report         |                |                 |             |                                                                                |
| Jakub Kostelný | Jakub Kostelný | Brankáři        | Janis Voris | Rozhodčí: Lassi Heikkinen Marc Iwert Čároví: Thomas Caillot William Hancock II |
|                |                | 1:0 2:0 3:0 4:0 |             | Rozhodčí: Lassi Heikkinen Marc Iwert Čároví: Thomas Caillot William Hancock II |
| 16 min         | 16 min         | Tresty          | 43 min      | Rozhodčí: Lassi Heikkinen Marc Iwert Čároví: Thomas Caillot William Hancock II |
| 36             | 36             | Střely          | 15          | Rozhodčí: Lassi Heikkinen Marc Iwert Čároví: Thomas Caillot William Hancock II |

| 18. dubna 2017 15:30 | Finsko | 6 : 3 (1:1, 3:1, 2:1) | Kanada | Zimný štadión mesta Poprad, Poprad Návštěvnost: 2 201 |  |

| Report               |                      |                                     |                        |                                                                            |
| Ukko-Pekka Luukkonen | Ukko-Pekka Luukkonen | Brankáři                            | Ian Scott Jake McGrath | Rozhodčí: Marc Iwert Artur Kulev Čároví: William Hancock II Emil Yletyinen |
|                      |                      | 1:0 1:1 2:1 3:1 4:1 4:2 5:2 5:3 6:3 |                        | Rozhodčí: Marc Iwert Artur Kulev Čároví: William Hancock II Emil Yletyinen |
| 8 min                | 8 min                | Tresty                              | 12 min                 | Rozhodčí: Marc Iwert Artur Kulev Čároví: William Hancock II Emil Yletyinen |
| 34                   | 34                   | Střely                              | 20                     | Rozhodčí: Marc Iwert Artur Kulev Čároví: William Hancock II Emil Yletyinen |

| 18. dubna 2017 19:30 | Švýcarsko | 1 : 2 (0:0, 1:1, 0:1) | Slovensko | Zimný štadión mesta Poprad, Poprad Návštěvnost: 4 496 |  |

| Report       |              |             |               |                                                                            |
| Akira Schmid | Akira Schmid | Brankáři    | Juraj Sklenár | Rozhodčí: Mikael Holm Stephen Thomson Čároví: Thomas Caillot Jiří Ondráček |
|              |              | 0:1 1:1 1:2 |               | Rozhodčí: Mikael Holm Stephen Thomson Čároví: Thomas Caillot Jiří Ondráček |
| 2 min        | 2 min        | Tresty      | 2 min         | Rozhodčí: Mikael Holm Stephen Thomson Čároví: Thomas Caillot Jiří Ondráček |
| 26           | 26           | Střely      | 23            | Rozhodčí: Mikael Holm Stephen Thomson Čároví: Thomas Caillot Jiří Ondráček |

### Skupina B

#### Tabulka
| Poř. | Tým       | Z | V | VP | PP | P | GV | GI | +/- | B  |
| ---- | --------- | - | - | -- | -- | - | -- | -- | --- | -- |
| 1.   | USA       | 4 | 4 | 0  | 0  | 0 | 22 | 7  | +15 | 12 |
| 2.   | Rusko     | 4 | 2 | 1  | 0  | 1 | 16 | 11 | +5  | 8  |
| 3.   | Švédsko   | 4 | 2 | 0  | 0  | 2 | 8  | 12 | −4  | 6  |
| 4.   | Česko     | 4 | 1 | 0  | 1  | 2 | 15 | 17 | −2  | 4  |
| 5.   | Bělorusko | 4 | 0 | 0  | 0  | 4 | 7  | 21 | −14 | 0  |

#### Zápasy
| 13. dubna 2017 15:30 | Bělorusko | 0 : 7 (0:0, 0:5, 0:2) | USA | Spiš Aréna, Spišská Nová Ves Návštěvnost: 567 |  |

| Report          |                 |                             |               |                                                                         |
| Andrej Grišenko | Andrej Grišenko | Brankáři                    | Dylan St. Cyr | Rozhodčí: Robert Hallin Oldřich Hejduk Čároví: Kriss Kupcus Lukáš Kacej |
|                 |                 | 0:1 0:2 0:3 0:4 0:5 0:6 0:7 |               | Rozhodčí: Robert Hallin Oldřich Hejduk Čároví: Kriss Kupcus Lukáš Kacej |
| 0 min           | 0 min           | Tresty                      | 8 min         | Rozhodčí: Robert Hallin Oldřich Hejduk Čároví: Kriss Kupcus Lukáš Kacej |
| 17              | 17              | Střely                      | 51            | Rozhodčí: Robert Hallin Oldřich Hejduk Čároví: Kriss Kupcus Lukáš Kacej |

| 13. dubna 2017 19:30 | Rusko | 3 : 1 (0:1, 0:0, 3:0) | Švédsko | Spiš Aréna, Spišská Nová Ves Návštěvnost: 2 350 |  |

| Report        |               |                 |                  |                                                                             |
| Maksim Zhukov | Maksim Zhukov | Brankáři        | Olle Eriksson Ek | Rozhodčí: Marc Iwert Stephen Thomson Čároví: Markus Hägerström Roman Výleta |
|               |               | 0:1 1:1 2:1 3:1 |                  | Rozhodčí: Marc Iwert Stephen Thomson Čároví: Markus Hägerström Roman Výleta |
| 12 min        | 12 min        | Tresty          | 8 min            | Rozhodčí: Marc Iwert Stephen Thomson Čároví: Markus Hägerström Roman Výleta |
| 23            | 23            | Střely          | 44               | Rozhodčí: Marc Iwert Stephen Thomson Čároví: Markus Hägerström Roman Výleta |

| 14. dubna 2017 19:30 | Česko | 7 : 4 (2:1, 4:1, 1:2) | Bělorusko | Spiš Aréna, Spišská Nová Ves Návštěvnost: 2 231 |  |

| Report       |              |                                             |                                 |                                                                                  |
| Jakub Škarek | Jakub Škarek | Brankáři                                    | Andrej Grišenko Nikita Tolopilo | Rozhodčí: Lassi Heikkinen Manuel Nikolic Čároví: Michael Harrington Jun Soo Park |
|              |              | 1:0 2:0 2:1 3:1 4:1 5:1 6:1 6:2 7:2 7:3 7:4 |                                 | Rozhodčí: Lassi Heikkinen Manuel Nikolic Čároví: Michael Harrington Jun Soo Park |
| 28 min       | 28 min       | Tresty                                      | 32 min                          | Rozhodčí: Lassi Heikkinen Manuel Nikolic Čároví: Michael Harrington Jun Soo Park |
| 45           | 45           | Střely                                      | 33                              | Rozhodčí: Lassi Heikkinen Manuel Nikolic Čároví: Michael Harrington Jun Soo Park |

| 15. dubna 2017 15:30 | USA | 5 : 4 (0:1, 3:0, 2:3) | Rusko | Spiš Aréna, Spišská Nová Ves Návštěvnost: 5 503 |  |

| Report        |               |                                     |               |                                                                                   |
| Dylan St. Cyr | Dylan St. Cyr | Brankáři                            | Maksim Zhukov | Rozhodčí: Alexandre Garon Lassi Heikkinen Čároví: Michael Harrington Roman Výleta |
|               |               | 0:1 1:1 2:1 3:1 4:1 4:2 5:2 5:3 5:4 |               | Rozhodčí: Alexandre Garon Lassi Heikkinen Čároví: Michael Harrington Roman Výleta |
| 10 min        | 10 min        | Tresty                              | 10 min        | Rozhodčí: Alexandre Garon Lassi Heikkinen Čároví: Michael Harrington Roman Výleta |
| 32            | 32            | Střely                              | 28            | Rozhodčí: Alexandre Garon Lassi Heikkinen Čároví: Michael Harrington Roman Výleta |

| 15. dubna 2017 19:30 | Švédsko | 3 : 2 (1:0, 1:1, 1:1) | Česko | Spiš Aréna, Spišská Nová Ves Návštěvnost: 5 126 |  |

| Report     |            |                     |              |                                                                          |
| Adam Ahman | Adam Ahman | Brankáři            | Jakub Škarek | Rozhodčí: Alex DiPietro Artur Kulev Čároví: Markus Hägeström Lukáš Kacej |
|            |            | 1:0 2:0 2:1 2:2 3:2 |              | Rozhodčí: Alex DiPietro Artur Kulev Čároví: Markus Hägeström Lukáš Kacej |
| 14 min     | 14 min     | Tresty              | 24 min       | Rozhodčí: Alex DiPietro Artur Kulev Čároví: Markus Hägeström Lukáš Kacej |
| 38         | 38         | Střely              | 34           | Rozhodčí: Alex DiPietro Artur Kulev Čároví: Markus Hägeström Lukáš Kacej |

| 16. dubna 2017 19:30 | Bělorusko | 2 : 3 (1:2, 1:0, 0:1) | Švédsko | Spiš Aréna, Spišská Nová Ves Návštěvnost: 1 503 |  |

| Report          |                 |                     |                  |                                                                        |
| Andrej Grišenko | Andrej Grišenko | Brankáři            | Olle Eriksson Ek | Rozhodčí: Marc Iwert Liam Sewell Čároví: Markus Hägeström Kriss Kupcus |
|                 |                 | 0:1 0:2 1:2 2:2 2:3 |                  | Rozhodčí: Marc Iwert Liam Sewell Čároví: Markus Hägeström Kriss Kupcus |
| 8 min           | 8 min           | Tresty              | 8 min            | Rozhodčí: Marc Iwert Liam Sewell Čároví: Markus Hägeström Kriss Kupcus |
| 14              | 14              | Střely              | 52               | Rozhodčí: Marc Iwert Liam Sewell Čároví: Markus Hägeström Kriss Kupcus |

| 17. dubna 2017 15:30 | USA | 5 : 2 (2:1, 2:1, 1:0) | Česko | Spiš Aréna, Spišská Nová Ves Návštěvnost: 3 856 |  |

| Report        |               |                             |                          |                                                                              |
| Dylan St. Cyr | Dylan St. Cyr | Brankáři                    | Jakub Škarek Jiří Patera | Rozhodčí: Mikael Holm Trpimir Piragič Čároví: Michael Harrington Lukáš Kacej |
|               |               | 0:1 1:1 2:1 3:1 4:1 4:2 5:2 |                          | Rozhodčí: Mikael Holm Trpimir Piragič Čároví: Michael Harrington Lukáš Kacej |
| 20 min        | 20 min        | Tresty                      | 18 min                   | Rozhodčí: Mikael Holm Trpimir Piragič Čároví: Michael Harrington Lukáš Kacej |
| 23            | 23            | Střely                      | 26                       | Rozhodčí: Mikael Holm Trpimir Piragič Čároví: Michael Harrington Lukáš Kacej |

| 17. dubna 2017 19:30 | Rusko | 4 : 1 (0:0, 2:1, 2:0) | Bělorusko | Spiš Aréna, Spišská Nová Ves Návštěvnost: 1 123 |  |

| Report           |                  |                     |                 |                                                                          |
| Kirill Ustimenko | Kirill Ustimenko | Brankáři            | Andrej Grišenko | Rozhodčí: Alex DiPietro Oldřich Hejduk Čároví: Kriss Kupcus Roman Výleta |
|                  |                  | 0:1 1:1 2:1 3:1 4:1 |                 | Rozhodčí: Alex DiPietro Oldřich Hejduk Čároví: Kriss Kupcus Roman Výleta |
| 16 min           | 16 min           | Tresty              | 12 min          | Rozhodčí: Alex DiPietro Oldřich Hejduk Čároví: Kriss Kupcus Roman Výleta |
| 34               | 34               | Střely              | 32              | Rozhodčí: Alex DiPietro Oldřich Hejduk Čároví: Kriss Kupcus Roman Výleta |

| 18. dubna 2017 15:30 | Švédsko | 1 : 5 (0:2, 1:1, 0:2) | USA | Spiš Aréna, Spišská Nová Ves Návštěvnost: 2 354 |  |

| Report     |            |                         |               |                                                                                |
| Adam Ahman | Adam Ahman | Brankáři                | Dylan St. Cyr | Rozhodčí: Lassi Heikkinen Manuel Nikolic Čároví: Markus Hägeström Roman Výleta |
|            |            | 0:1 0:2 0:3 1:3 1:4 1:5 |               | Rozhodčí: Lassi Heikkinen Manuel Nikolic Čároví: Markus Hägeström Roman Výleta |
| 8 min      | 8 min      | Tresty                  | 14 min        | Rozhodčí: Lassi Heikkinen Manuel Nikolic Čároví: Markus Hägeström Roman Výleta |
| 36         | 36         | Střely                  | 29            | Rozhodčí: Lassi Heikkinen Manuel Nikolic Čároví: Markus Hägeström Roman Výleta |

| 18. dubna 2017 19:30 | Česko | 4 : 5 PP (1:1, 1:1, 2:2 – 0:1) | Rusko | Spiš Aréna, Spišská Nová Ves Návštěvnost: 2 764 |  |

| Report      |             |                                     |               |                                                                                 |
| Jiří Patera | Jiří Patera | Brankáři                            | Maksim Zhukov | Rozhodčí: Alexandre Garon Robert Hallin Čároví: Michael Harrington Kriss Kupcus |
|             |             | 0:1 1:1 1:2 2:2 2:3 3:3 4:3 4:4 4:5 |               | Rozhodčí: Alexandre Garon Robert Hallin Čároví: Michael Harrington Kriss Kupcus |
| 18 min      | 18 min      | Tresty                              | 10 min        | Rozhodčí: Alexandre Garon Robert Hallin Čároví: Michael Harrington Kriss Kupcus |
| 38          | 38          | Střely                              | 32            | Rozhodčí: Alexandre Garon Robert Hallin Čároví: Michael Harrington Kriss Kupcus |

## O udržení
| 20. dubna 2017 11:30 | Bělorusko | 2 : 0 (0:0, 1:0, 1:0) | Lotyšsko | Spiš Aréna, Spišská Nová Ves Návštěvnost: 356 |  |

| Report          |                 |          |               |                                                                                |
| Andrej Grišenko | Andrej Grišenko | Brankáři | Niklavs Rauza | Rozhodčí: Alexandre Garon Robert Hallin Čároví: Michael Harrington Lukáš Kacej |
|                 |                 | 1:0 2:0  |               | Rozhodčí: Alexandre Garon Robert Hallin Čároví: Michael Harrington Lukáš Kacej |
| 16 min          | 16 min          | Tresty   | 6 min         | Rozhodčí: Alexandre Garon Robert Hallin Čároví: Michael Harrington Lukáš Kacej |
| 31              | 31              | Střely   | 17            | Rozhodčí: Alexandre Garon Robert Hallin Čároví: Michael Harrington Lukáš Kacej |

| 21. dubna 2017 17:30 | Lotyšsko | 3 : 2 (1:0, 1:1, 1:1) | Bělorusko | Spiš Aréna, Spišská Nová Ves Návštěvnost: 309 |  |

| Report        |               |                     |                 |                                                                            |
| Niklavs Rauza | Niklavs Rauza | Brankáři            | Andrej Grišenko | Rozhodčí: Alexandre Garon Trpimir Piragič Čároví: Lukáš Kacej Jun Soo Park |
|               |               | 1:0 1:1 2:1 2:2 3:2 |                 | Rozhodčí: Alexandre Garon Trpimir Piragič Čároví: Lukáš Kacej Jun Soo Park |
| 20 min        | 20 min        | Tresty              | 10 min          | Rozhodčí: Alexandre Garon Trpimir Piragič Čároví: Lukáš Kacej Jun Soo Park |
| 25            | 25            | Střely              | 33              | Rozhodčí: Alexandre Garon Trpimir Piragič Čároví: Lukáš Kacej Jun Soo Park |

| 23. dubna 2017 13:30 | Bělorusko | 3 : 1 (2:0, 0:1, 1:1) | Lotyšsko | Spiš Aréna, Spišská Nová Ves Návštěvnost: 131 |  |

| Report          |                 |                 |               |                                                                       |
| Andrej Grišenko | Andrej Grišenko | Brankáři        | Niklavs Rauza | Rozhodčí: Marc Iwert Liam Sewell Čároví: Thomas Caillot Jiří Ondráček |
|                 |                 | 1:0 2:0 3:0 3:1 |               | Rozhodčí: Marc Iwert Liam Sewell Čároví: Thomas Caillot Jiří Ondráček |
| 20 min          | 20 min          | Tresty          | 2 min         | Rozhodčí: Marc Iwert Liam Sewell Čároví: Thomas Caillot Jiří Ondráček |
| 25              | 25              | Střely          | 24            | Rozhodčí: Marc Iwert Liam Sewell Čároví: Thomas Caillot Jiří Ondráček |

## Play off

### Pavouk
|  | Čtvrtfinále 1 |               |               |  |    |              |              |              |  |               |               |               |   |
|  | A1            | Finsko        | 6p            |  |    |              |              |              |  |               |               |               |   |
|  | B4            | Česko         | 5             |  |    | Semifinále 1 | Semifinále 1 | Semifinále 1 |  |               |               |               |   |
|  |               |               |               |  |    | A1           | Finsko       | 2p           |  |               |               |               |   |
|  | Čtvrtfinále 2 | Čtvrtfinále 2 | Čtvrtfinále 2 |  | B2 | Rusko        | 1            |              |  |               |               |               |   |
|  | B2            | Rusko         | 3p            |  |    |              |              |              |  |               |               |               |   |
|  | A3            | Slovensko     | 2             |  |    |              |              |              |  | Finále        | Finále        | Finále        |   |
|  |               |               |               |  |    |              |              |              |  |               | A1            | Finsko        | 2 |
|  | Čtvrtfinále 3 | Čtvrtfinále 3 | Čtvrtfinále 3 |  |    |              |              |              |  |               | B1            | USA           | 4 |
|  | B1            | USA           | 4             |  |    |              |              |              |  |               |               |               |   |
|  | A4            | Švýcarsko     | 2             |  |    | Semifinále 2 | Semifinále 2 | Semifinále 2 |  | Zápas o bronz | Zápas o bronz | Zápas o bronz |   |
|  |               |               |               |  |    | B1           | USA          | 4p           |  | B2            | Rusko         | 3             |   |
|  | Čtvrtfinále 4 | Čtvrtfinále 4 | Čtvrtfinále 4 |  | B3 | Švédsko      | 3            |              |  | B3            | Švédsko       | 0             |   |
|  | A2            | Kanada        | 3             |  |    |              |              |              |  |               |               |               |   |
|  | B3            | Švédsko       | 7             |  |    |              |              |              |  |               |               |               |   |

### Čtvrtfinále
| 20. dubna 2017 13:30 | Finsko | 6 : 5 PP (4:1, 1:3, 0:1 - 1:0) | Česko | Zimný štadión mesta Poprad, Poprad Návštěvnost: 1 194 |  |

| Report               |                      |                                             |                          |                                                                          |
| Ukko-Pekka Luukkonen | Ukko-Pekka Luukkonen | Brankáři                                    | Jakub Škarek Jiří Patera | Rozhodčí: Artur Kulev Manuel Nikolic Čároví: Kriss Kupcus Emil Yletyinen |
|                      |                      | 1:0 1:1 2:1 3:1 4:1 5:1 5:2 5:3 5:4 5:5 6:5 |                          | Rozhodčí: Artur Kulev Manuel Nikolic Čároví: Kriss Kupcus Emil Yletyinen |
| 12 min               | 12 min               | Tresty                                      | 12 min                   | Rozhodčí: Artur Kulev Manuel Nikolic Čároví: Kriss Kupcus Emil Yletyinen |
| 38                   | 38                   | Střely                                      | 47                       | Rozhodčí: Artur Kulev Manuel Nikolic Čároví: Kriss Kupcus Emil Yletyinen |

| 20. dubna 2017 15:30 | Kanada | 3 : 7 (0:1, 2:3, 1:3) | Švédsko | Spiš Aréna, Spišská Nová Ves Návštěvnost: 2 259 |  |

| Report    |           |                                         |            |                                                                                |
| Ian Scott | Ian Scott | Brankáři                                | Adam Ahman | Rozhodčí: Alex DiPietro Stephen Thomson Čároví: Markus Hägerström Roman Výleta |
|           |           | 0:1 1:1 1:2 1:3 2:3 2:4 2:5 2:6 3:6 3:7 |            | Rozhodčí: Alex DiPietro Stephen Thomson Čároví: Markus Hägerström Roman Výleta |
| 8 min     | 8 min     | Tresty                                  | 2 min      | Rozhodčí: Alex DiPietro Stephen Thomson Čároví: Markus Hägerström Roman Výleta |
| 28        | 28        | Střely                                  | 34         | Rozhodčí: Alex DiPietro Stephen Thomson Čároví: Markus Hägerström Roman Výleta |

| 20. dubna 2017 17:30 | Rusko | 3 : 2 PP (1:0, 0:2, 1:0) | Slovensko | Zimný štadión mesta Poprad, Poprad Návštěvnost: 4 496 |  |

| Report        |               |                     |               |                                                                                 |
| Maksim Zhukov | Maksim Zhukov | Brankáři            | Juraj Sklenár | Rozhodčí: Mikael Holm Trpimir Piragič Čároví: Thomas Caillot William Hancock II |
|               |               | 1:0 1:1 1:2 2:2 3:2 |               | Rozhodčí: Mikael Holm Trpimir Piragič Čároví: Thomas Caillot William Hancock II |
| 6 min         | 6 min         | Tresty              | 2 min         | Rozhodčí: Mikael Holm Trpimir Piragič Čároví: Thomas Caillot William Hancock II |
| 42            | 42            | Střely              | 41            | Rozhodčí: Mikael Holm Trpimir Piragič Čároví: Thomas Caillot William Hancock II |

| 20. dubna 2017 19:30 | USA | 4 : 2 (1:0, 1:2, 2:0) | Švýcarsko | Spiš Aréna, Spišská Nová Ves Návštěvnost: 2 342 |  |

| Report        |               |                         |              |                                                                         |
| Dylan St. Cyr | Dylan St. Cyr | Brankáři                | Akira Schmid | Rozhodčí: Oldřich Hejduk Liam Sewell Čároví: Jiří Ondráček Jun Soo Park |
|               |               | 1:0 1:1 1:2 2:2 3:2 4:2 |              | Rozhodčí: Oldřich Hejduk Liam Sewell Čároví: Jiří Ondráček Jun Soo Park |
| 6 min         | 6 min         | Tresty                  | 20 min       | Rozhodčí: Oldřich Hejduk Liam Sewell Čároví: Jiří Ondráček Jun Soo Park |
| 47            | 47            | Střely                  | 17           | Rozhodčí: Oldřich Hejduk Liam Sewell Čároví: Jiří Ondráček Jun Soo Park |

### Semifinále
| 22. dubna 2017 15:30 | Finsko | 2 : 1 PP (0:0, 1:0, 0:1 - 1:0) | Rusko | Zimný štadión mesta Poprad, Poprad Návštěvnost: 2 936 |  |

| Report               |                      |             |               |                                                                                |
| Ukko-Pekka Luukkonen | Ukko-Pekka Luukkonen | Brankáři    | Maksim Zhukov | Rozhodčí: Alex DiPietro Manuel Nikolic Čároví: William Hancock II Roman Výleta |
|                      |                      | 1:0 1:1 2:1 |               | Rozhodčí: Alex DiPietro Manuel Nikolic Čároví: William Hancock II Roman Výleta |
| 6 min                | 6 min                | Tresty      | 10 min        | Rozhodčí: Alex DiPietro Manuel Nikolic Čároví: William Hancock II Roman Výleta |
| 34                   | 34                   | Střely      | 29            | Rozhodčí: Alex DiPietro Manuel Nikolic Čároví: William Hancock II Roman Výleta |

| 22. dubna 2017 19:30 | USA | 4 : 3 PP (1:0, 1:1, 1:2 - 1:0) | Švédsko | Zimný štadión mesta Poprad, Poprad Návštěvnost: 2 732 |  |

| Report        |               |                             |            |                                                                          |
| Dylan St. Cyr | Dylan St. Cyr | Brankáři                    | Adam Ahman | Rozhodčí: Lassi Heikkinen Artur Kulev Čároví: Kriss Kupcus Jiří Ondráček |
|               |               | 1:0 1:1 2:1 2:2 2:3 3:3 4:3 |            | Rozhodčí: Lassi Heikkinen Artur Kulev Čároví: Kriss Kupcus Jiří Ondráček |
| 10 min        | 10 min        | Tresty                      | 8 min      | Rozhodčí: Lassi Heikkinen Artur Kulev Čároví: Kriss Kupcus Jiří Ondráček |
| 44            | 44            | Střely                      | 29         | Rozhodčí: Lassi Heikkinen Artur Kulev Čároví: Kriss Kupcus Jiří Ondráček |

### Zápas o 3. místo
| 23. dubna 2017 15:30 | Rusko | 3 : 0 (1:0, 1:0, 1:0) | Švédsko | Zimný štadión mesta Poprad, Poprad Návštěvnost: 2 923 |  |

| Report           |                  |             |            |                                                                                       |
| Kirill Ustimenko | Kirill Ustimenko | Brankáři    | Adam Ahman | Rozhodčí: Oldřich Hejduk Stephen Thomson Čároví: Markus Hägerström William Hancock II |
|                  |                  | 1:0 2:0 3:0 |            | Rozhodčí: Oldřich Hejduk Stephen Thomson Čároví: Markus Hägerström William Hancock II |
| 4 min            | 4 min            | Tresty      | 4 min      | Rozhodčí: Oldřich Hejduk Stephen Thomson Čároví: Markus Hägerström William Hancock II |
| 24               | 24               | Střely      | 30         | Rozhodčí: Oldřich Hejduk Stephen Thomson Čároví: Markus Hägerström William Hancock II |

### Finále
| 23. dubna 2017 19:30 | USA | 4 : 2 (2:0, 2:1, 0:1) | Finsko | Zimný štadión mesta Poprad, Poprad Návštěvnost: 3 904 |  |

| Report        |               |                         |                      |                                                                                     |
| Dylan St. Cyr | Dylan St. Cyr | Brankáři                | Ukko-Pekka Luukkonen | Rozhodčí: Alexandre Garon Trpimir Piragič Čároví: Michael Harrington Emil Yletyinen |
|               |               | 1:0 2:0 3:0 3:1 4:1 4:2 |                      | Rozhodčí: Alexandre Garon Trpimir Piragič Čároví: Michael Harrington Emil Yletyinen |
| 24 min        | 24 min        | Tresty                  | 10 min               | Rozhodčí: Alexandre Garon Trpimir Piragič Čároví: Michael Harrington Emil Yletyinen |
| 25            | 25            | Střely                  | 10                   | Rozhodčí: Alexandre Garon Trpimir Piragič Čároví: Michael Harrington Emil Yletyinen |

## Individuální ocenění
Reference:  Archivováno 24. 4. 2017 na Wayback Machine.

### Nejlepší hráči podle direktoriátu IIHF
| Pozice              | Hráč                |
| ------------------- | ------------------- |
| Nejužitečnější hráč | Kristian Vesalainen |
| Brankář             | Maksim Zhukov       |
| Obránce             | Miro Heiskanen      |
| Útočník             | Kristian Vesalainen |

### All Stars
| Pozice          | Hráč                |
| --------------- | ------------------- |
| Brankář         | Dylan St. Cyr       |
| Levý obránce    | Miro Heiskanen      |
| Pravý obránce   | Max Gildon          |
| Levé křídlo     | Kristian Vesalainen |
| Střední útočník | Sean Dhooghe        |
| Pravé křídlo    | Ivan Chekhovič      |

## Statistiky

### Kanadské bodování
Toto je pořadí hráčů podle dosažených bodů, za jeden vstřelený gól nebo přihrávku na gól získal hráč jeden bod.
| Poř. | Hráč                | Záp. | G | A  | Body | +/− | PTM |
| ---- | ------------------- | ---- | - | -- | ---- | --- | --- |
| 1.   | Kristian Vesalainen | 7    | 6 | 7  | 13   | +5  | 8   |
| 2.   | Miro Heiskanen      | 7    | 2 | 10 | 12   | +8  | 0   |
| 3.   | Ivan Chekhovič      | 7    | 5 | 4  | 9    | +3  | 4   |
| 4.   | Andrej Svečnikov    | 7    | 4 | 5  | 9    | +3  | 10  |
| 4.   | Jesse Ylönen        | 7    | 4 | 5  | 9    | +6  | 0   |
| 6.   | Sean Dhooghe        | 7    | 3 | 6  | 9    | +8  | 2   |
| 7.   | Joni Ikonen         | 7    | 4 | 4  | 8    | +4  | 8   |
| 8.   | Grant Mismash       | 7    | 3 | 5  | 8    | +4  | 10  |
| 9.   | MacKenzie Entwistle | 5    | 4 | 3  | 7    | +1  | 6   |
| 9.   | Aarne Talvitie      | 7    | 4 | 3  | 7    | +1  | 6   |

Záp. = Odehrané zápasy; G = Góly; A = Přihrávky na gól; Body = Body; +/− = Plus/Minus; PTM = Počet trestných minut

### Hodnocení brankářů
Pořadí nejlepších pěti brankářů na mistrovství podle úspěšnosti zásahů v procentech, brankář musel mít odehráno minimálně 40% hrací doby za svůj tým.
| Poř. | Hráč            | Čas    | OG | POG  | Úsp%  | ČK |
| ---- | --------------- | ------ | -- | ---- | ----- | -- |
| 1.   | Maksim Zhukov   | 319:19 | 14 | 2,63 | 92,59 | 0  |
| 2.   | Dylan St. Cyr   | 429:39 | 14 | 1,96 | 92,09 | 1  |
| 3.   | Niklavs Rauza   | 316:49 | 17 | 3,22 | 91,19 | 0  |
| 4.   | Andrej Grišenko | 416:38 | 23 | 3,31 | 90,53 | 1  |
| 5.   | Akira Schmid    | 153:16 | 9  | 3,52 | 90,22 | 0  |

Záp. = Odchytané zápasy; Čas = Čas na ledě (minuty); OG = Obdržené góly; POG = Průměr obdržených gólů na zápas; Úsp% = Procento úspěšných zásahů; ČK = Čistá konta

## Konečné pořadí
| Místo            | Tým       |
| ---------------- | --------- |
| Zlatá medaile    | USA       |
| Stříbrná medaile | Finsko    |
| Bronzová medaile | Rusko     |
| 4.               | Švédsko   |
| 5.               | Kanada    |
| 6.               | Slovensko |
| 7.               | Česko     |
| 8.               | Švýcarsko |
| 9.               | Bělorusko |
| 10.              | Lotyšsko  |

## Soupisky

### Soupiska českého týmu
| Číslo | Post | Hráč               | Klub                       |
| ----- | ---- | ------------------ | -------------------------- |
| 1     | B    | Jakub Škarek       | HC Dukla Jihlava           |
| 4     | O    | Ondřej Buchtela    | Piráti Chomutov            |
| 5     | O    | Jan Bednář         | Bílí Tygři Liberec         |
| 7     | O    | David Kvasnička    | HC Škoda Plzeň             |
| 8     | O    | Daniel Bukač       | Brandon Wheat Kings        |
| 10    | O    | Jakub Galvas       | HC Olomouc                 |
| 11    | O    | Filip Král         | HC Kometa Brno             |
| 12    | Ú    | Jan Kern – A       | HC Sparta Praha            |
| 13    | Ú    | Jan Hladoník       | HC Oceláři Třinec          |
| 14    | Ú    | Marek Škvrně       | HC Kometa Brno             |
| 15    | Ú    | Jaroslav Dvořák    | Mountfield HK              |
| 16    | Ú    | Martin Kaut        | HC Dynamo Pardubice        |
| 17    | Ú    | Ondřej Machala – A | Niagara Ice Dogs           |
| 18    | Ú    | Martin Nečas – C   | HC Kometa Brno             |
| 19    | Ú    | Filip Zadina       | HC Dynamo Pardubice        |
| 20    | Ú    | Filip Chytil       | PSG Zlín                   |
| 21    | O    | Radim Šalda        | Mountfield HK              |
| 22    | O    | Dalimil Mikyska    | HC Kometa Brno             |
| 25    | Ú    | Jáchym Kondelík    | Muskegon Lumberjacks       |
| 26    | Ú    | Kryštof Hrabík     | Bílí Tygři Liberec         |
| 27    | Ú    | Ostap Safin        | HC Sparta Praha            |
| 29    | B    | Dominik Pavlát     | Piráti Chomutov            |
| 30    | B    | Jiří Patera        | ČEZ Motor České Budějovice |

## Nižší divize

### 1. divize

#### Skupina A
- Termín konání: 7. – 13. dubna 2017
- Místo konání:  Slovinsko, Bled

#### Skupina B
- Termín konání: 15. – 21. dubna 2017
- Místo konání:  Slovinsko, Bled

### 2. divize

#### Skupina A
- Termín konání: 2. – 8. dubna 2017
- Místo konání:  Jižní Korea, Kangnung

#### Skupina B
- Termín konání: 13. března – 19. března 2016
- Místo konání:  Srbsko, Bělehrad

### 3. divize

#### Skupina A
- Termín konání: 14. – 20. března 2016
- Místo konání:  Tchaj-wan, Tchaj-pej

#### Skupina B
- Termín konání: 14. – 19. února 2016
- Místo konání:  Mexiko, Ciudad de México